# Акім Гейнс
Акім Гейнс (англ. Akeem Haynes, нар. 11 березня 1992) — канадський спринтер, бронзовий призер Олімпійських ігор 2016 року.

## Виступи на Олімпіадах
| Олімпіада           | Дисципліна            | Місце |
| ------------------- | --------------------- | ----- |
| Ріо-де-Жанейро 2016 | біг на 100 метрів     | 46    |
| Ріо-де-Жанейро 2016 | естафета 4×100 метрів | 3     |

## Зовнішні посилання
- Акім Гейнс Профіль у IAAF (англ.)
- Акім Гейнс — олімпійська статистика на сайті Sports-Reference.com (англ.) (архівна версія)